# 니아스섬
니아스섬(인도네시아어: Pulau Nias)은 인도네시아 수마트라섬 서부 해안에 있는 섬이다. 행정 구역상으로는 수마트라우타라주에 속한다.